# Idactus flavovittatus
Idactus flavovittatus là một loài bọ cánh cứng trong họ Cerambycidae.